# AS Oostende KM
AS Oostende KM was een Belgische voetbalclub uit Oostende. De club was bij de voetbalbond aangesloten met stamnummer 53 en had groen en rood als kleuren. ASO speelde in haar geschiedenis vier seizoenen op het hoogste niveau. In 1981 fusioneerden AS Oostende en KVG Oostende, de andere Oostendse voetbalclub in de nationale reeksen, tot KV Oostende. Het stamnummer 53 werd toen geschrapt.

## Geschiedenis
AS Oostende werd in 1911 opgericht als Association Sportive Ostendaise (afgekort AS Oostende). 
De club voetbalde vanaf 1922 in de tweede afdeling, en zou daar verschillende decennia blijven, al zakten de Oostendenaars een paar keer (telkens voor een korte periode) terug naar de derde afdeling. 
Vanwege haar vijfentwintigjarige bestaan verkreeg de club in 1937 de koninklijke titel. De naam van ASO werd veranderd in Athletische Sportvereeniging Oostende Koninklijke Maatschappij. In 1947 werd de spelling gewijzigd in Athletische Sportvereniging Oostende Koninklijke Maatschappij (kortweg AS Oostende KM).
Pas in 1969 slaagde ASO erin om kampioen te worden in de Tweede Klasse. De Oostendenaars eindigden het seizoen met evenveel punten als Crossing Club Molenbeek, en promoveerden samen met die club naar de hoogste afdeling. 
Het verblijf op het hoogste niveau was echter van korte duur, ASO werd laatste en zakte onmiddellijk. Het werd nog dramatischer toen de club in het seizoen erna, in 1970/71, op de voorlaatste plaats eindigde in de tweede afdeling, waardoor een degradatie opnieuw niet kon worden vermeden. 
Ook het verblijf in de derde afdeling was van korte duur, want in 1973 mochten de Oostendenaars zich tot kampioen kronen in hun reeks. 
AS Oostende was wederom in opmars, want in 1974 dwongen de Oostendenaars opnieuw de promotie af. De club mocht voor de tweede keer in de hoogste afdeling voetballen. Ze zouden het daar deze keer drie seizoenen volhouden, met als beste resultaat een twaalfde plaats.
Na de degradatie in 1977 brak, zowel op sportief als financieel vlak, een moeilijke periode aan voor de club. In 1979 zou AS Oostende definitief degraderen naar de Derde Klasse.
Na jarenlange geruchten en aftastende gesprekken zou de club in 1981 fusioneren met aartsrivaal KVG Oostende, de andere Oostendse club in de nationale reeksen. De fusieclub heette Koninklijke Voetbalclub Oostende (afgekort KV Oostende) en speelde verder met het stamnummer 31 van KVG Oostende. Het stamnummer 53, van AS Oostende, werd geschrapt. De clubkleuren werden rood, geel en groen, een combinatie van de kleuren van ASO (rood en groen) en VGO (rood en geel). KV Oostende startte in de Derde Klasse.

## Resultaten
| Seizoen | Klasse | Klasse | Klasse | Klasse | Reeks                                     | Punten                                    | Opmerkingen |                                           |
|         | I      | II     | P.II   |        |                                           |                                           | |                                           |
| ------- | ------ | ------ | ------ | ------ | ----------------------------------------- | ----------------------------------------- | --- | ----------------------------------------- |
| 1922/23 |        | 14     |        |        | Promotie                                  | 14                                        | |                                           |
| 1923/24 |        | 4      |        |        | Promotie A                                | 31                                        | |                                           |
| 1924/25 |        | 9      |        |        | Promotie A                                | 23                                        | |                                           |
| 1925/26 |        | 9      |        |        | Promotie A                                | 25                                        | Degradatie door competitiehervorming |                                           |
|         | I      | II     | III    | P.II   | Vanaf 1926/27 zijn er 3 nationale niveaus | Vanaf 1926/27 zijn er 3 nationale niveaus | Vanaf 1926/27 zijn er 3 nationale niveaus                                                                                                   | Vanaf 1926/27 zijn er 3 nationale niveaus |
| 1926/27 |        |        | 5      |        | Bevordering A                             | 28                                        | |                                           |
| 1927/28 |        |        | 14     |        | Bevordering A                             | 0                                         | Diskwalificatie waardoor alle resultaten werden geschrapt                                                                                   |                                           |
| 1928/29 |        |        |        | ?      | Tweede prov. W-Vl.                        | ?                                         | |                                           |
| 1929/30 |        |        | 5      |        | Bevordering A                             | 31                                        | |                                           |
| 1930/31 |        |        | 1      |        | Bevordering A                             | 39                                        | |                                           |
| 1931/32 |        | 7      |        |        | Eerste Afdeling A                         | 27                                        | |                                           |
| 1932/33 |        | 9      |        |        | Eerste Afdeling A                         | 23                                        | |                                           |
| 1933/34 |        | 9      |        |        | Eerste Afdeling A                         | 22                                        | |                                           |
| 1934/35 |        | 2      |        |        | Eerste Afdeling A                         | 31                                        | |                                           |
| 1935/36 |        | 13     |        |        | Eerste Afdeling B                         | 21                                        | Als voorlaatste diende Oostende normaal te degraderen, maar omwille van competitiefraude door AS Herstalienne moest deze laatste degraderen |                                           |
| 1936/37 |        | 13     |        |        | Eerste Afdeling B                         | 16                                        | |                                           |
| 1937/38 |        |        | 1      |        | Bevordering D                             | 39                                        | |                                           |
| 1938/39 |        | 10     |        |        | Eerste Afdeling A                         | 21                                        | |                                           |
| 1939/40 |        |        |        |        |                                           |                                           | Geen competitie door Wereldoorlog II |                                           |
| 1940/41 |        |        |        |        |                                           |                                           | Geen competitie door Wereldoorlog II |                                           |
| 1941/42 |        | 9      |        |        | Eerste Afdeling B                         | 20                                        | |                                           |
| 1942/43 |        | 13     |        |        | Eerste Afdeling B                         | 16                                        | |                                           |
| 1943/44 |        | 15     |        |        | Eerste Afdeling A                         | 11                                        | |                                           |
| 1944/45 |        |        |        |        |                                           |                                           | Geen competitie door Wereldoorlog II |                                           |
| 1945/46 |        | 15     |        |        | Eerste Afdeling A                         | 19                                        | |                                           |
| 1946/47 |        | 14     |        |        | Eerste Afdeling B                         | 22                                        | |                                           |
| 1947/48 |        |        | 3      |        | Bevordering A                             | 35                                        | |                                           |
| 1948/49 |        |        | 1      |        | Bevordering B                             | 52                                        | |                                           |
| 1949/50 |        | 4      |        |        | Eerste Afdeling A                         | 33                                        | |                                           |
| 1950/51 |        | 5      |        |        | Eerste Afdeling A                         | 36                                        | |                                           |
| 1951/52 |        | 3      |        |        | Eerste Afdeling A                         | 39                                        | |                                           |
|         | I      | II     | III    | IV     | Vanaf 1952/53 zijn er 4 nationale niveaus | Vanaf 1952/53 zijn er 4 nationale niveaus | Vanaf 1952/53 zijn er 4 nationale niveaus                                                                                                   | Vanaf 1952/53 zijn er 4 nationale niveaus |
| 1952/53 |        | 4      |        |        | Tweede Klasse                             | 33                                        | |                                           |
| 1953/54 |        | 10     |        |        | Tweede Klasse                             | 29                                        | |                                           |
| 1954/55 |        | 7      |        |        | Tweede Klasse                             | 30                                        | |                                           |
| 1955/56 |        | 12     |        |        | Tweede Klasse                             | 26                                        | |                                           |
| 1956/57 |        | 11     |        |        | Tweede Klasse                             | 27                                        | |                                           |
| 1957/58 |        | 15     |        |        | Tweede Klasse                             | 23                                        | |                                           |
| 1958/59 |        |        | 4      |        | Derde Klasse B                            | 40                                        | |                                           |
| 1959/60 |        |        | 3      |        | Derde Klasse A                            | 40                                        | |                                           |
| 1960/61 |        |        | 1      |        | Derde Klasse A                            | 46                                        | |                                           |
| 1961/62 |        | 10     |        |        | Tweede Klasse                             | 28                                        | |                                           |
| 1962/63 |        | 9      |        |        | Tweede Klasse                             | 27                                        | |                                           |
| 1963/64 |        | 5      |        |        | Tweede Klasse                             | 31                                        | |                                           |
| 1964/65 |        | 6      |        |        | Tweede Klasse                             | 32                                        | |                                           |
| 1965/66 |        | 8      |        |        | Tweede Klasse                             | 30                                        | |                                           |
| 1966/67 |        | 6      |        |        | Tweede Klasse                             | 34                                        | |                                           |
| 1967/68 |        | 6      |        |        | Tweede Klasse                             | 34                                        | |                                           |
| 1968/69 |        | 1      |        |        | Tweede Klasse                             | 41                                        | |                                           |
| 1969/70 | 16     |        |        |        | Eerste Klasse                             | 15                                        | |                                           |
| 1970/71 |        | 15     |        |        | Tweede Klasse                             | 17                                        | |                                           |
| 1971/72 |        |        | 7      |        | Derde Klasse A                            | 32                                        | |                                           |
| 1972/73 |        |        | 1      |        | Derde Klasse B                            | 46                                        | |                                           |
| 1973/74 |        | 2      |        |        | Tweede Klasse                             | 37                                        | |                                           |
| 1974/75 | 16     |        |        |        | Eerste Klasse                             | 30                                        | |                                           |
| 1975/76 | 12     |        |        |        | Eerste Klasse                             | 31                                        | |                                           |
| 1976/77 | 18     |        |        |        | Eerste Klasse                             | 20                                        | |                                           |
| 1977/78 |        | 5      |        |        | Tweede Klasse                             | 37                                        | Laatste in eindronde voor promotie met Berchem Sport, KSK Tongeren en AA Gent                                                               |                                           |
| 1978/79 |        | 16     |        |        | Tweede Klasse                             | 16                                        | |                                           |
| 1979/80 |        |        | 3      |        | Derde Klasse A                            | 37                                        | |                                           |
| 1980/81 |        |        | 8      |        | Derde Klasse A                            | 29                                        | |                                           |

## Bekende oud-spelers
- Hans Aabech
- Kurt Axelsson
- Pierre Carteus
- Peter Creve
- Pol Gernaey
- Robert Lamoot
- Eddy Lievens
- Wilfried Puis
- Philippe Schepens
- Jan Simoen
- Laurent Verbiest
- Thijs Wijngaarde